# LIL LEAGUEのヴィクトリーグ!
LIL LEAGUEのヴィクトリーグ!（リルリーグのヴィクトリーグ!）はテレビ東京で2022年10月9日から毎週日曜日 12:25 - 12:54（JST）に放送されているバラエティ番組で、LIL LEAGUEの冠番組でもある。2023年10月7日より毎週土曜日深夜2:15〜に変更。

## 概要
この番組では、平均年齢・15.3歳のダンス&ボーカルグループのLIL LEAGUEが「アーティストとして成長する」目的で、いろんなことに挑戦する「成長おっかけバラエティー」となっている。
なお、LDHの所属アーティストで、デビューをする前に冠番組を始めるのは史上初だという。
2023年10月7日深夜2時15分から『ヴィクトリーグ！』としてリニューアル。レギュラー出演していた、“LIL LEAGUE公式ライバル”のKID PHENOMENONに加え、彼らと同時デビューを果たしたTHE JET BOY BANGERZとWOLF HOWL HARMONYも番組に参戦。

## 放送時間
- 毎週日曜日 12:25-12:54
- 毎週土曜日深夜2:15〜（2023年10月7日より）

## 出演者
- MC：ティモンディ
- LIL LEAGUE from EXILE TRIBE
- KID PHENOMENON from EXILE TRIBE
- THE JET BOY BANGERZ from EXILE TRIBE
- WOLF HOWL HARMONY from EXILE TRIBE

## スタッフ
- 構成：なかじまはじめ、はしもとこうじ、岩渕史朗、堀直生、井上幸浩
- ナレーター：神尾晋一郎
- TD/MIX︰湯面由香里【週替り】
- SW︰高村和隆【週替り】
- カメラ：稲本健汰、中村龍幸、風間誠、片岡昴大【週替り】
- 音声：玉城善彦、谷口健二、獄はる菜【週替り】
- 照明：和氣義幸（一時離脱→復帰）【週替り】
- 編集：武藤洋徳、山下真矢、澤田成樹【週替り】
- MA：小田島真美、柳智隆【週替り】
- 音響効果：阿部雄太
- 美術プロデューサー：本橋智子
- 美術進行：古川大視
- デザイン：篠田幸実
- 技術協力：BEE TECH、SWISHJAPAN
- 美術協力：テレビ東京アート
- 協力：林賢宏（LDH JAPAN）
- デスク：改發みなみ（テレビ東京）、田久保里奈
- AD：河原こころ、大生真雪、笠井駿佑
- 制作進行：伊藤暁
- AP：吉田早霧（テレビ東京）、飯田美沙紀
- ディレクター︰梶浦裕人、吉田悠太（BEE BRAIN）、安井紘侑、尾中亮太（尾中→以前はAD→一時離脱）
- 演出プロデューサー：奈須亮三（テレビ東京、2023年10月-、以前は2023年2月-9月までプロデューサー）
- プロデューサー：中村肇（BEE BRAIN）、大平智恵（スクラッチ）
- チーフプロデューサー：星俊一（テレビ東京）
- 制作協力：BEE BRAIN
- 製作著作：テレビ東京

### 過去のスタッフ
- TD：近藤剛史・髙橋瑠平（共にテレビ東京、髙橋→以前はカメラ）【週替り】
- SW：吉田健吾（テレビ東京）
- カメラ：坪井理樹（テレビ東京）
- 音声：本田宏文、芝崎素光【週替り】
- AD：森本真由、川崎幸洋、岩田直樹、浅倉有紀、川越美沙、三佐崎綾乃
- AP：西琴美、福田萌真
- ディレクター：髙瀬美緒（イーストF）、茂呂裕太（茂呂→以前はAD）、内田義之
- 演出：齋藤恵介・林毅（共にテレビ東京、齋藤→以前はディレクター）
- 演出・プロデューサー：三宅優樹（テレビ東京）
- 総合演出：鈴木おさむ
- エグゼクティブプロデューサー：伊藤隆行（テレビ東京）